# Hammerles

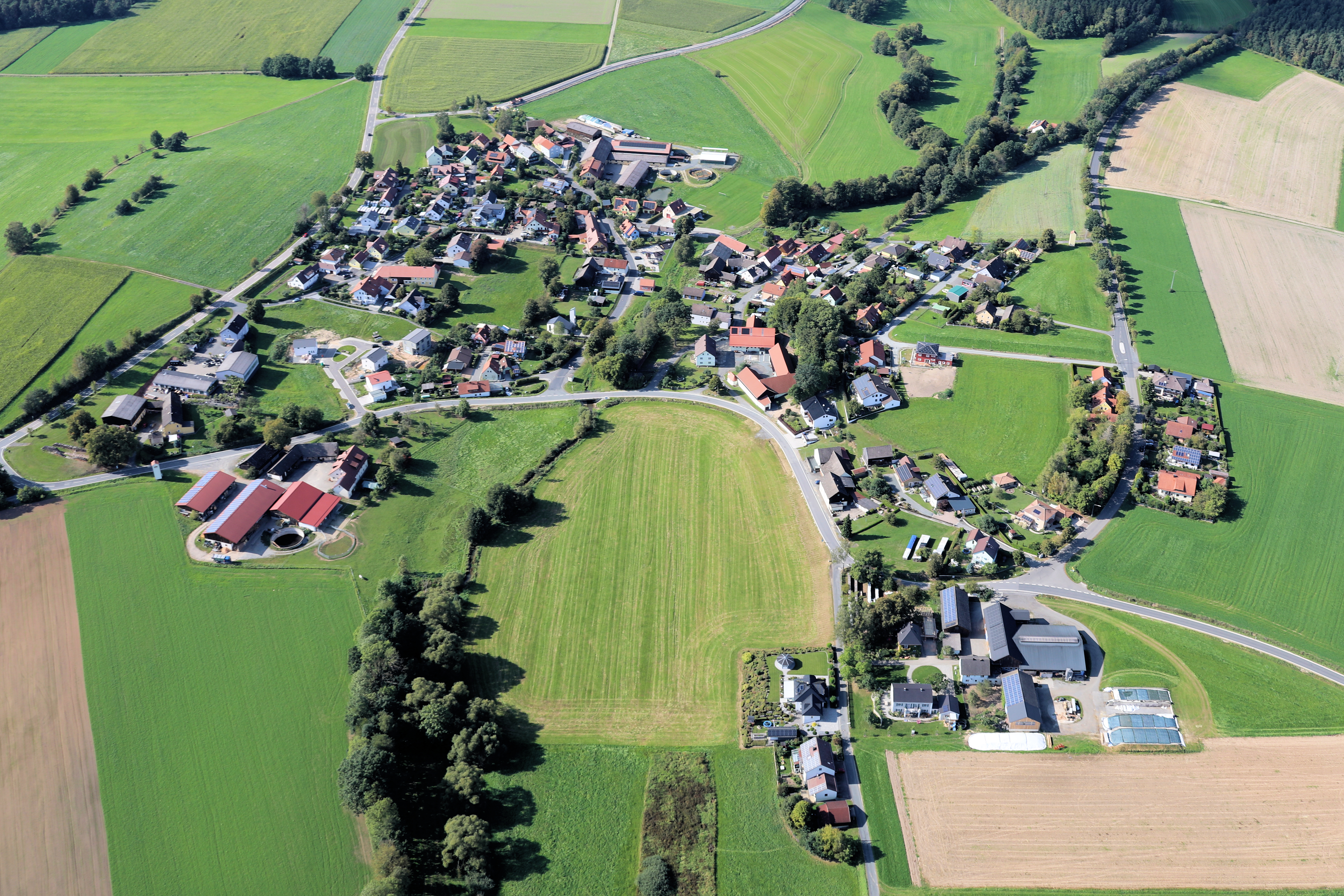
Hammerles (2023)

Hammerles ist ein Gemeindeteil des Marktes Parkstein und eine Gemarkung im Landkreis Neustadt an der Waldnaab (Oberpfalz, Bayern).
Das Dorf Hammerles liegt beidseits der Schweinnaab eineinhalb Kilometer westlich des Ortskerns von Parkstein.
Die Gemarkung Hammerles (094308) hat eine Fläche von etwa 682 Hektar und liegt vollständig im Gemeindegebiet von Parkstein. Auf ihr liegen die Parksteiner Gemeindeteile Hammerles, Grünthal, Hagen, Neumühle, Niederndorf, Pinzenhof, Polier, Scharlmühle und Sogritz.

## Geschichte
Die Gemeinde Hammerles entstand am 1. Mai 1950, gleichzeitig wurden die Orte Dorfhammerles und Guthammerles zum Dorf Hammerles vereinigt.
Die Gemeinde war eine Neubildung aus Teilen der Gemeinden Schwand (Dorfhammerles, Hagen, Neumühle, Niederndorf, Pinzenhof und Sogritz) und Parkstein (Guthammerles, Polier, Scharlmühle. Diese drei Orte bildeten bis zur Eingemeindung nach Parkstein 1946 einen Teil der Gemeinde Oed). Die Gemeinde Hammerles hatte eine Fläche von 684 Hektar (1964) und umfasste die Gemeindeteile Hammerles, Grünthal, Hagen, Neumühle, Niederndorf, Pinzenhof, Polier, Scharlmühle und Sogritz. Die Gemeinde Hammerles wurde 1978 nach Parkstein eingemeindet.